# Jardins de l'Europe
Les jardins de l'Europe, à Annecy, sont un vaste parc destiné à la promenade. Ils se situent sur les rives du lac d'Annecy. Le jardin est inscrit à l'Inventaire général du patrimoine culturel.

## Histoire
Les jardins de l'Europe et l'Hôtel-de-Ville sont installés sur une ancienne île marécageuse, située hors des murs de la ville. Elle devient une possession de la famille Asinari (it), des banquiers lombards (XIVe au XVe siècle), originaire d'Asti. L'îlot prend alors le nom de pré Lombard,. 
En 1563, un canal allant du Thiou au Vassé est creusé, coupant le pré en deux. Une de ces deux nouvelles îles, insalubre, abrite quelques « cabanes de santé » réservées aux contagieux que l'on isolait durant les épidémies de peste. 
Le 17 mai 1602, le pré Lombard est aménagé en lieu de promenade et d'agrément par le duc Henri Ier de Savoie-Nemours. Le duc Charles-Amédée de Savoie-Nemours la donne ensuite à l'ordre de la Visitation,. Le terrain est clos d'un mur de plus de quatre mètres de haut, et est relié à la ville par une passerelle couverte avec pont-levis. Une chapelle est aussi construite. Le pré sert aussi, à ce moment-là, de potager aux visitandines.
Devenu bien national à la Révolution, le clos est revendu en 1795 à un entrepreneur genevois qui l'utilise pour l'étendage de toiles imprimées.
Entre 1835 et 1843, la commune rachète le clos Lombard et entreprend des travaux d'urbanisme. Les deux îles sont transformées en une presqu'île et un îlot, l'île des Cygnes, est créé dans le lac à l'extrémité des jardins. Une école puis le nouvel Hôtel-de-Ville y sont ensuite construits.
Enfin, en 1863, au lendemain de l'annexion du duché de Savoie, le conseil municipal décide la mise en place d'un jardin anglais selon les plans d'Henri Porreaux. C'est la naissance des jardins de l'Europe. Commencée en décembre 1863, la mise en place de près de 650 arbres et de plus de 1000 arbustes variés est achevée en janvier 1864. Par la suite, le 22 juillet 1876, un cadran solaire multiple nommé L'Unique est inauguré, placé à l'extrémité des jardins, face à l'île aux cygnes.

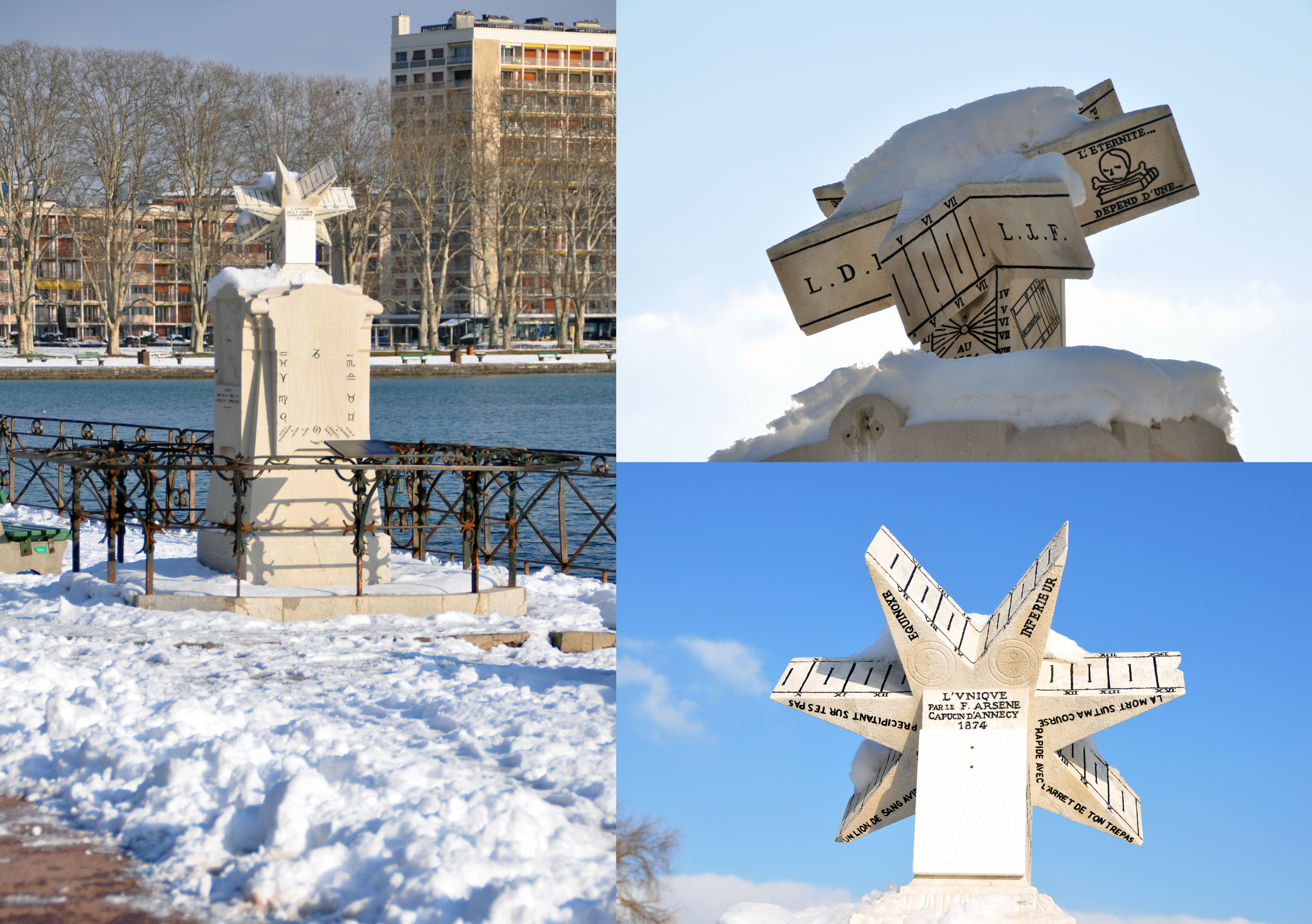
L'Unique, à l'extrémité des jardins.

Le jardin fait l'objet d'une inscription à l'Inventaire général du patrimoine culturel, en 2003.

## Aménagements

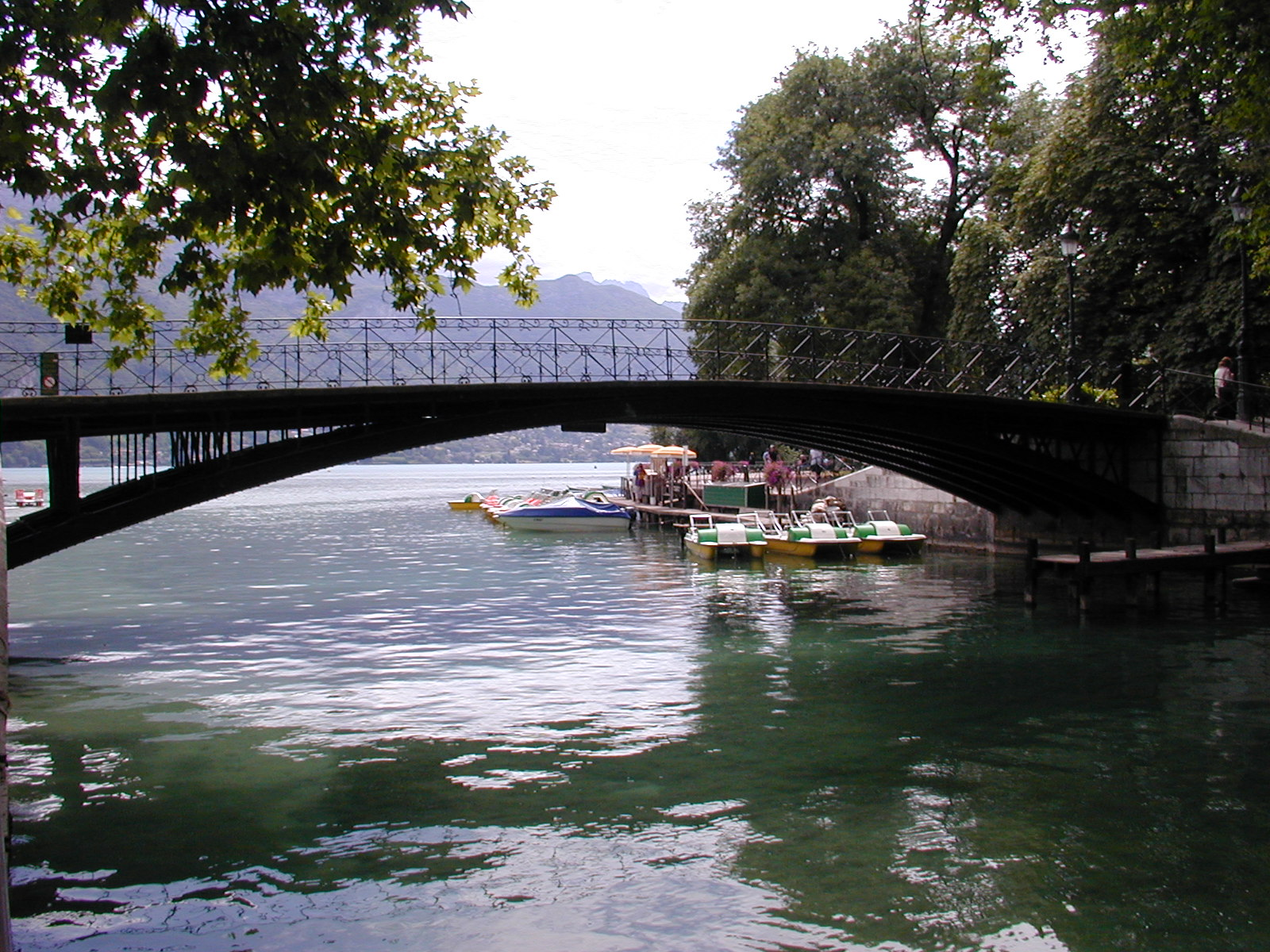
Le pont des Amours au-dessus du canal du Vassé.

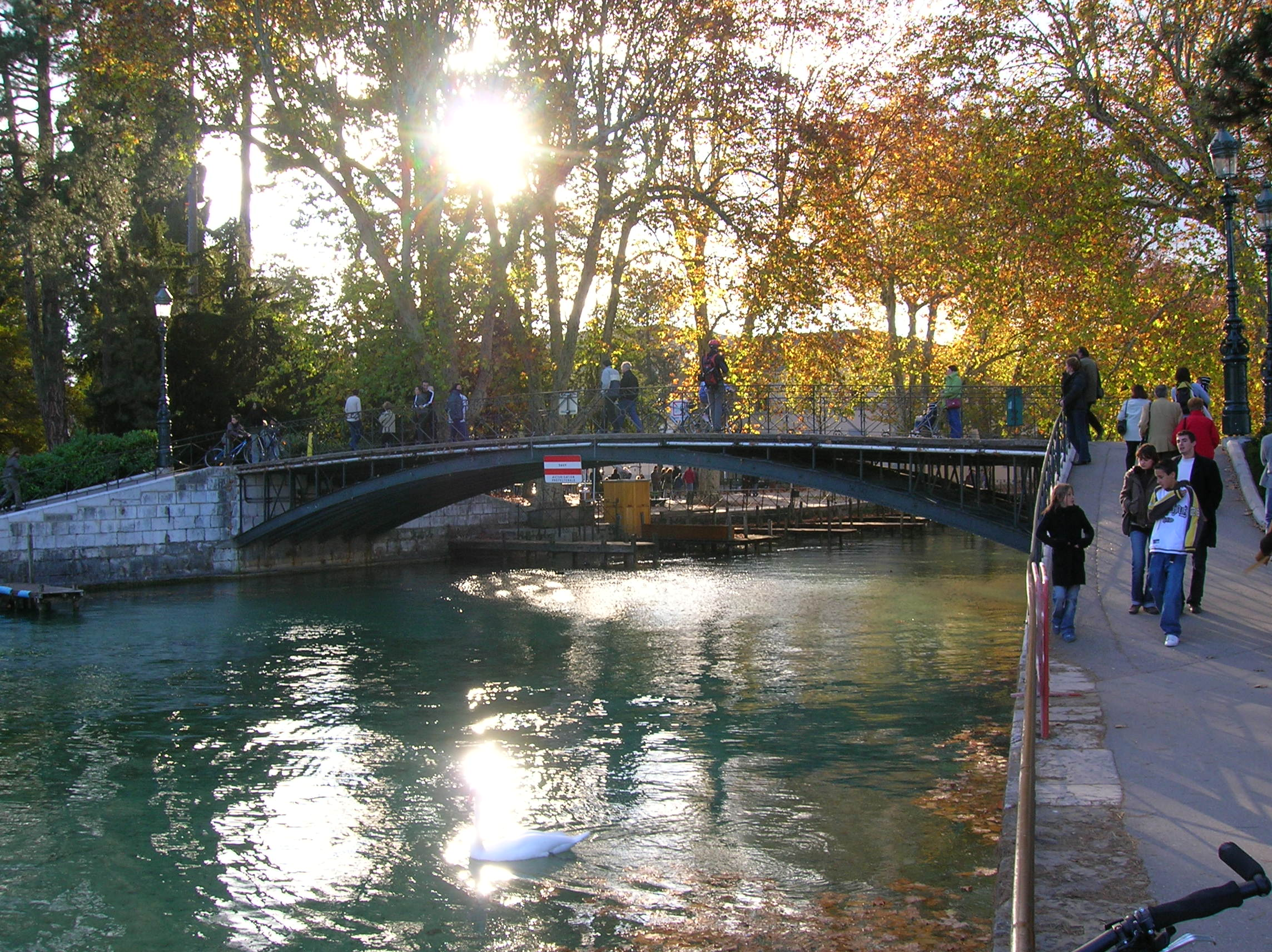
Le pont des Amours au-dessus du canal du Vassé.

Les berges des Jardins d'Europe sont agrémentées de bancs. On y trouve aussi une zone d'amarrage constituée de 270 emplacements. Ceux-ci sont établis entre le canal du Vassé, les jardins de l'Europe et le quai de la Tournette.
Le Pont des Amours, disposé au-dessus du canal du Vassé, relie les jardins de l'Europe au Pâquier. Il s'agit d'un pont en fer typique du début du XXe siècle.

### Le monument Berthollet

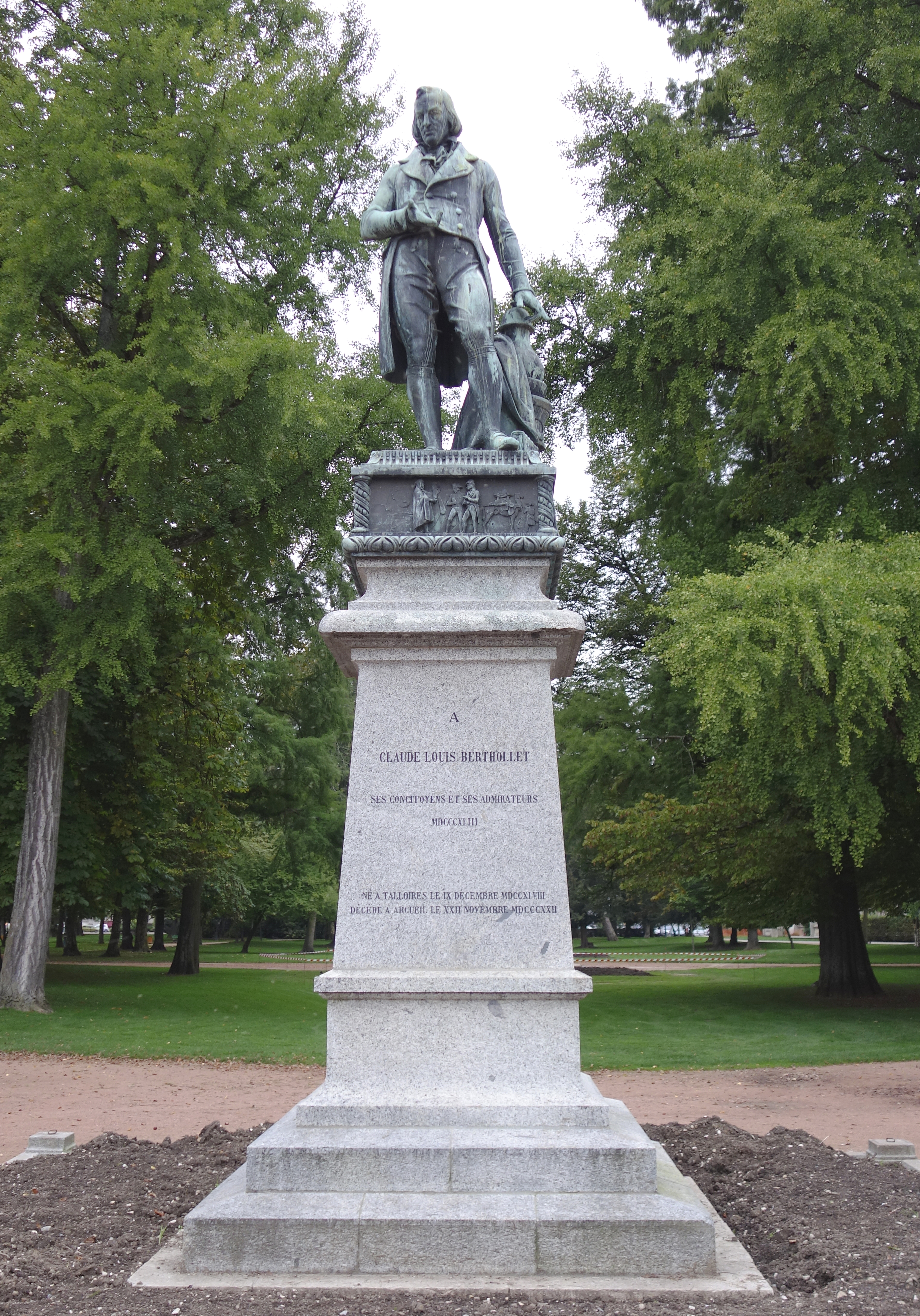
Statue de Claude Louis Berthollet.

Une statue en bronze dédiée à Claude Louis Berthollet est élevée en 1843 sur la promenade du Pâquier, elle est transportée 20 ans plus tard à son emplacement actuel. Quatre hauts-reliefs rappellent les traits les plus saillants de la vie de cet illustre chimiste né à Talloires. Descendue pour être fondue sur ordre dans le cadre de la mobilisation des métaux non ferreux, la statue échappe à son funeste sort et retrouve sa place en octobre 1944. Le monument est une œuvre de Carlo Marochetti,.

### La plaque Napoléon III
En 1860, la Savoie devient française. Pour s'attacher les faveurs du nouveau département de la Haute-Savoie, Napoléon III offre un bateau à vapeur — « La Couronne de Savoie » — à la ville d'Annecy. Celle-ci décide en 1863 de placer une plaque commémorative dans le jardin, sur le futur quai Napoléon III. Il s'agit d'un des rares monuments à la mémoire de l'Empereur en France.
En 1999, la mairie d’Annecy et la Ligue pour la protection des oiseaux délégation (LPO) Haute-Savoie ont inauguré trois panneaux d’information. Ils furent établis dans les jardins de l’Europe et sur le Pâquier. Le panneau des jardins de l'Europe y présente quelques espèces de passereaux fréquentant le parc des jardins de l’Europe.

## Végétation
Aujourd'hui, le jardin compte environ 250 arbres, dont un ginkgo biloba, un tulipier de Virginie, des pins laricio et des séquoias géants.